# 印第安克里克 (佛罗里达州)

印第安克里克（英語：Indian Creek），是美国佛罗里达州下属的一座乡村。建立于1939年。面积约为1.2平方公里（约合0.4平方英里）。根据2010年美国人口普查，该市有人口86人。论人口在本州排行第404。